# Hot toddy

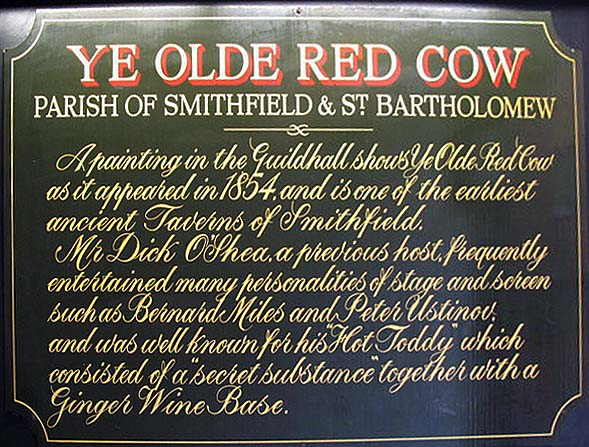
Tauler informatiu que destaca el toddy calent al pub Ye Olde Red Cow de Londres

Un hot toddy, també conegut com a whisky calent a Irlanda, és típicament una beguda barrejada de licor i aigua amb mel, (o en algunes receptes, sucre), llimona, herbes (com el te) i espècies., i es serveix calent. Les receptes de toddy calents varien i es beuen tradicionalment abans d'anar-se'n a dormir, en temps humit o fred o per alleujar els símptomes del refredat i la grip. A How to Drink, Victoria Moore descriu la beguda com "la vitamina C per a la salut, la mel per calmar, l'alcohol per adormir".

## Preparació
Un toddy calent és una barreja d'alcohol (generalment whisky), aigua calenta i mel (o, en algunes receptes, sucre). Al Canadà, es pot utilitzar xarop d'auró. Sovint també s'hi afegeixen ingredients addicionals com els claus d'olor, una rodanxa de llimona o canyella (en pal o mòlt).

## Etimologia
La paraula toddy prové de la beguda toddy a l'Índia, produïda mitjançant la fermentació de la saba de les palmeres. El seu primer ús conegut per significar "una beguda feta de licor alcohòlic amb aigua calenta, sucre i espècies" és de 1786. Sovint s'anomena "Hot Toady" No obstant això, algunes altres fonts atribueixen a Robert Bentley Todd la seva recepta d'una beguda calenta de brandi, canyella (canyella blanca), xarop de sucre i aigua.

## Variacions
Un toddy fred s'elabora amb whisky de sègol, taronges, llimones, branques de canyella, gingebre, te Earl Grey, clau, mel i taronja o bitters regulars. Es serveix amb gel i es remena fins que estigui ben fred.